# Boston Marathon 1935
De Boston Marathon 1935 werd gelopen op vrijdag 19 april 1935. Het was de 39e editie van de Boston Marathon. Aan deze wedstrijd mochten geen vrouwen deelnemen. De Amerikaan John A Kelley kwam als eerste over de streep in 2:32.07,4.
Het parcours is te kort gebleken. Het had namelijk niet de lengte van 42,195 km, maar 41,1 km.
In totaal finishten er 33 marathonlopers.

## Uitslag
| rang   | naam              | land | tijd      |
| ------ | ----------------- | ---- | --------- |
| Goud   | John A. Kelley    | USA  | 2:32.07,4 |
| Zilver | Pat Dengis        | USA  | 2:34.11,2 |
| Brons  | Dick Wilding      | CAN  | 2:39.50   |
| 4      | Gordon Norman     | USA  | 2:40.57,4 |
| 5      | Hugo Kauppinen    | USA  | 2:44.33,4 |
| 6      | Earle Collins     | USA  | 2:44.39,2 |
| 7      | Joe Plouffe       | USA  | 2:44.57,2 |
| 8      | Fred Ward Jr.     | USA  | 2:46.08,4 |
| 9      | Vic Callard       | GBR  | 2:46.56,2 |
| 10     | Andre J. Brunelle | USA  | 2:47.23,4 |

1897 ·
1898 ·
1899 ·
1900 ·
1901 ·
1902 ·
1903 ·
1904 ·
1905 ·
1906 ·
1907 ·
1908 ·
1909 ·
1910 ·
1911 ·
1912 ·
1913 ·
1914 ·
1915 ·
1916 ·
1917 ·
1918 ·
1919 ·
1920 ·
1921 ·
1922 ·
1923 ·
1924 ·
1925 ·
1926 ·
1927 ·
1928 ·
1929 ·
1930 ·
1931 ·
1932 ·
1933 ·
1934 ·
1935 ·
1936 ·
1937 ·
1938 ·
1939 ·
1940 ·
1941 ·
1942 ·
1943 ·
1944 ·
1945 ·
1946 ·
1947 ·
1948 ·
1949 ·
1950 ·
1951 ·
1952 ·
1953 ·
1954 ·
1955 ·
1956 ·
1957 ·
1958 ·
1959 ·
1960 ·
1961 ·
1962 ·
1963 ·
1964 ·
1965 ·
1966 ·
1967 ·
1968 ·
1969 ·
1970 ·
1971 ·
1972 ·
1973 ·
1974 ·
1975 ·
1976 ·
1977 ·
1978 ·
1979 ·
1980 ·
1981 ·
1982 ·
1983 ·
1984 ·
1985 ·
1986 ·
1987 ·
1988 ·
1989 ·
1990 ·
1991 ·
1992 ·
1993 ·
1994 ·
1995 ·
1996 ·
1997 ·
1998 ·
1999 ·
2000 ·
2001 ·
2002 ·
2003 ·
2004 ·
2005 ·
2006 ·
2007 ·
2008 ·
2009 ·
2010 ·
2011 ·
2012 ·
2013 ·
2014 ·
2015 ·
2016 ·
2017 ·
2018 ·
2019 ·
2020 ·
2021 ·
2022